# Ligne de Graffenstaden à Strasbourg-Neudorf
La ligne de Graffenstaden à Strasbourg-Neudorf est une ligne de chemin de fer française, à écartement standard, du Bas-Rhin. Elle relie la gare de Graffenstaden à la gare de Strasbourg-Neudorf.
Elle constitue la ligne n°141 000 du réseau ferré national.
Cette ligne dispose d'un embranchement qui dessert la zone industrielle de la Plaine des Bouchers.
Elle s'embranche également sur la ligne de Graffenstaden à Hausbergen, en direction de l'ancienne gare de Strasbourg-Koenigshoffen. Ce raccordement constitue la ligne n° 141 306 du réseau ferré national sous le nom de « raccordement de Strasbourg-Neudorf à Strasbourg-Koenigshoffen ».

## Historique
Cette ligne est mise en service le 15 mai 1935.